# Le Poinçonnet
 Le Poinçonnet  es una población y comuna francesa, en la región de  Centro, departamento de Indre, en el distrito de Châteauroux y cantón de Ardentes, del que es la mayor población.

## Demografía
| 766 | 844 | 930 | 1 036 | 1 036 | 1 029 | 1 163 | 1 178 | 1 154 | 1 059 | 1 111 | 1 125 | 1 206 | 1 180 | 1 169 | 1 188 | 1 132 | 1 159 | 1 226 | 1 104 | 1 027 | 1 047 | 1 001 | 1 013 | 1 285 | 1 402 | 1 457 | 1 551 | 2 347 | 3 766 | 4 600 | 5 021 | 5 690 |
| Para los censos de 1962 a 1999 la población legal corresponde a la población sin duplicidades (Fuente: INSEE [Consultar]) |     |     |       |       |       |       |       |       |       |       |       |       |       |       |       |       |       |       |       |       |       |       |       |       |       |       |       |       |       |       |       |       |

Es la comuna más poblada del cantón. Forma parte de la aglomeración urbana de Châteauroux.